# Fritz Adolf Freyhan
Fritz Adolf Freyhan (* 24. November 1912 in Berlin; † 9. Dezember 1982 in Washington, D.C. (USA)) war ein deutscher und US-amerikanischer Psychiater und Psychopharmakologe. Er gilt als Mitbegründer der Pharmakopsychiatrie, für die er die Bezeichnung Zielsymptom zur Klärung der Wirkungsweise von Psychopharmaka einführte.

## Leben
Fritz Adolf Freyhan wurde in Berlin geboren und studierte dort Medizin. Nachdem er sein Studium hier abgeschlossen hatte, emigrierte er 1937 in die USA. Dort war er zunächst an psychiatrischen Anstalten, später in einer Privatpraxis als Psychiater tätig.

## Leistungen
Fritz Adolf Freyhan hat viel beachtete Arbeiten zur Pharmakopsychiatrie veröffentlicht. Er wurde vielfach u. a. von Rudolf Degkwitz (1920–1990) rezipiert.

## Werke
(Auszug)
- Freyhan, F. A.: Psychomotilität, extrapyramidale Syndrome und Wirkungsweisen neuroleptischer Therapien. Nervenarzt 28, 504 (1957).
- Freyhan, F. A.: Zur modernen psychiatrischen Behandlung der Depressionen. Der Nervenarzt, 31. Jahrg., Heft 3, S. 112–118 (1959).
- Freyhan, F. A.: Loss of ejaculation during mellaril treatment. Amer. J. Psychiat. 118, 171 (1960).